# Jim Capaldi
Jim Capaldi (* 2. August 1944 in Evesham, Worcestershire; † 28. Januar 2005 in London) war ein britischer Rockmusiker.

## Leben
Der Enkel italienischer Einwanderer spielte als Schlagzeuger an der Seite von Steve Winwood in der Band Traffic, deren Mitbegründer er 1967 war. Er war als Singer-Songwriter erfolgreich und veröffentlichte unter eigenem Namen zahlreiche Soloalben.
1973 nahm Capaldi neben anderen berühmten Musikern wie Pete Townshend und Ronnie Wood an Eric Clapton’s Rainbow Concert teil. 1975 heiratete er die Brasilianerin Aninha Campos, aus der Ehe gingen zwei Töchter, Tabitha und Tallulah, hervor.
2001 nahm er zusammen mit dem Produzenten René Tinner das Album Living on the Outside im Can-Studio in Weilerswist auf. Darauf sind unter anderem auch Paul Weller, Ian Paice, Gary Moore und George Harrison als Gastmusiker zu hören. Am 29. November 2002 nahm Capaldi am Gedenkkonzert für George Harrison teil, das in der Royal Albert Hall stattfand.
Capaldi starb am 28. Januar 2005 in London an Magenkrebs.

## Diskografie

### Alben
| Jahr | Titel                | Höchstplatzierung, Gesamtwochen, AuszeichnungChartsChartplatzierungen (Jahr, Titel, Platzierungen, Wochen, Auszeichnungen, Anmerkungen) | Anmerkungen |
| Jahr | Titel                | US | Anmerkungen |
| ---- | -------------------- | --- | ----------- |
| 1972 | Oh How We Danced     | US82 (11 Wo.)US |             |
| 1974 | Whale Meat Again     | US191 (3 Wo.)US |             |
| 1976 | Short Cut Draw Blood | US193 (4 Wo.)US |             |
| 1983 | Fierce Heart         | US91 (12 Wo.)US |             |
| 1988 | Some Come Running    | US183 (8 Wo.)US |             |

Weitere Alben
- 1971: Welcome to the Canteen (mit Steve Winwood, Dave Mason, Chris Wood, Rick Grech, Reebop Kwaku Baah, Jim Gordon)
- 1978: Daughter of the Night
- 1978: The Contender
- 1979: Electric Nights
- 1980: The Sweet Smell of Success
- 1981: Let the Thunder Cry
- 1984: One Man Mission
- 1988: Something so Strong (Kompilation)
- 1993: Prince of Darkness
- 1999: The 40.000 Headmen Tour (mit Dave Mason)
- 2001: Living on the Outside
- 2004: Poor Boy Blue

### EPs
- 1972: Eve
- 1975: It’s All Up to You / It’s All Right / Oh How We Danced / Eve
- 1979: Electric Nights Sampler

### Singles
| Jahr | Titel Album                         | Höchstplatzierung, Gesamtwochen, AuszeichnungChartplatzierungen (Jahr, Titel, Album, Platzierungen, Wochen, Auszeichnungen, Anmerkungen) | Höchstplatzierung, Gesamtwochen, AuszeichnungChartplatzierungen (Jahr, Titel, Album, Platzierungen, Wochen, Auszeichnungen, Anmerkungen) | Höchstplatzierung, Gesamtwochen, AuszeichnungChartplatzierungen (Jahr, Titel, Album, Platzierungen, Wochen, Auszeichnungen, Anmerkungen) | Anmerkungen                                                 |
| Jahr | Titel Album                         | DE | UK | US | Anmerkungen                                                 |
| ---- | ----------------------------------- | --- | --- | --- | ----------------------------------------------------------- |
| 1972 | Eve Oh How We Danced                | — | — | US91 (4 Wo.)US | Autor: Jim Capaldi                                          |
| 1974 | It’s All Up to You Whale Meat Again | — | UK27 (6 Wo.)UK | — | Autor: Jim Capaldi                                          |
| 1975 | It’s All Right Whale Meat Again     | — | — | US55 (7 Wo.)US | Autor: Jim Capaldi                                          |
| 1975 | Love Hurts Short Cut Draw Blood     | DE42 (1 Wo.)DE | UK4 Silber · (11 Wo.)UK | US97 (1 Wo.)US | Autor: Boudleaux Bryant Original: The Everly Brothers, 1960 |
| 1983 | That’s Love Fierce Heart            | — | — | US28 (13 Wo.)US | Autor: Jim Capaldi                                          |
| 1983 | Living on the Edge Fierce Heart     | — | — | US75 (5 Wo.)US | Autor: Jim Capaldi                                          |

Weitere Singles
- 1971: Gimme Some Lovin’ (mit Steve Winwood, Dave Mason, Chris Wood, Rick Grech, Reebop Kwaku Baah, Jim Gordon)
- 1972: Oh How We Danced
- 1973: Tricky Dicky Rides Again
- 1974: Low Rider
- 1976: Talkin’ Bout My Baby
- 1976: If You Think You Know How to Love Me
- 1977: Goodbye My Love
- 1978: Daughter of the Night
- 1978: Sealed with a Kiss
- 1979: Shoeshine
- 1980: Hold On to Your Love
- 1980: The Low Spark of High Heeled Boys
- 1981: Old Photographs
- 1981: Child in the Storm
- 1981: Favella Music
- 1981: Dreams Do Come True
- 1983: Tonight You’re Mine
- 1984: I’ll Keep Holding On
- 1988: Something so Strong
- 1988: Dancing on the Highway
- 1988: Take Me Home
- 1988: Some Come Running
- 1989: Oh Lord, Why Lord
- 2001: Anna Julia